# Cottesserbeek

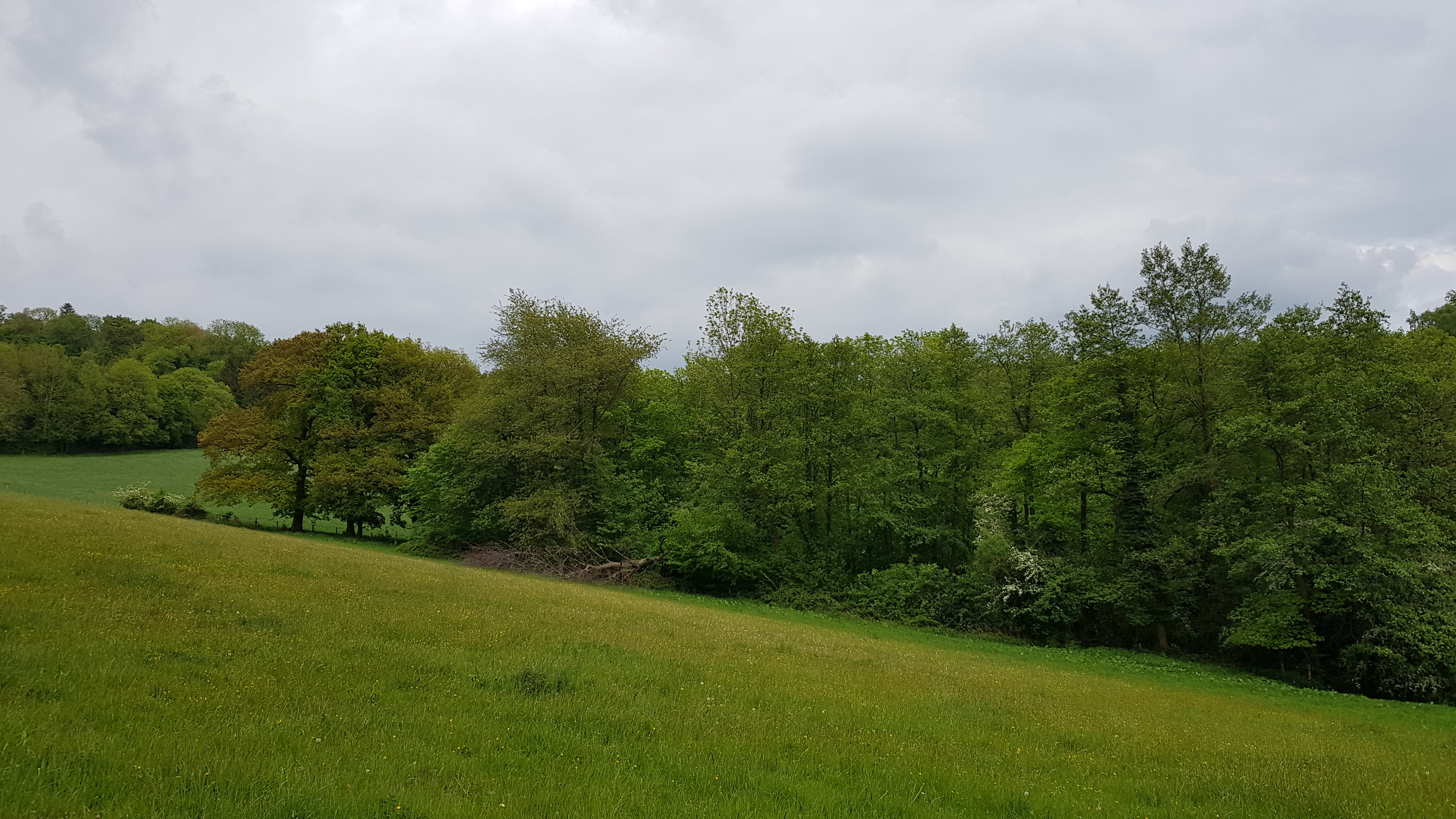
Bron van de Cottesserbeek vlak bij het Vijlenerbos

De Cottesserbeek is een beek in Nederlands Zuid-Limburg in de gemeente Vaals en in gemeente Plombières in de Belgische provincie Luik. Het is een zijrivier op de rechteroever van de Geul met de monding in ten zuidoosten van Epen op Nederlands grondgebied. Ze ontspringt ten zuidwesten van het Vijlenerbos, ten oosten van Cottessen en ten noordwesten van Tersassen op de grens van beide landen. De grens blijft de beek volgen tot ongeveer 250 voor de monding.
Stroomafwaarts ligt op de rechteroever van de Geul de Berversbergbeek.